# Edwin Roy Kinch
Edwin Roy Kinch OSM (* 11. August 1918 in Windthorst; † 26. Mai 2003) war Apostolischer Präfekt von Ingwavuma.

## Leben
Edwin Roy Kinch trat der Ordensgemeinschaft der Serviten bei und empfing am 20. Mai 1945 die Priesterweihe. 
Papst Johannes XXIII. ernannte ihn am 13. November 1962 zum Apostolischen Präfekten von Ingwavuma.
Er nahm ab der zweiten Sitzungsperiode am Zweiten Vatikanischen Konzil teil. Von seinen Ämtern trat er am 9. Mai 1970 zurück.